# Pineland (Floryda)
Pineland – jednostka osadnicza w Stanach Zjednoczonych, w stanie Floryda, w hrabstwie Lee.